# Iga Mayr
Iga Mayr (ur. 17 kwietnia 1921 we Lwowie, zm. 28 stycznia 2001 we Wrocławiu) – polska aktorka teatralna i filmowa.

## Życiorys
Pracowała pierwotnie w Teatrze Objazdowym Wojska Polskiego (1945-1947), potem w Dramatycznym w Koszalinie (1947-1949), w Teatrze Wybrzeże w Gdańsku (1949-1955), w Teatrze im. Żeromskiego w Kielcach (1955-1958), w Teatrze im. Horzycy w Toruniu (1959-1962), w Teatrze Polskim w Bydgoszczy (1962-1964) i od 1964 w Teatrze Polskim we Wrocławiu. W latach 1966–99 zagrała w dwudziestu pięciu spektaklach Teatru Telewizji w reżyserii m.in. Wajdy, Jarockiego, Grzegorzewskiego, Różewicza, Wojtyszki.
W latach 1976–1980 wykładała w Studium Aktorskim, potem na Wydziale Aktorskim we wrocławskiej Państwowej Wyższej Szkole Teatralnej. Zdobyła nagrody Złotej i Srebrnej Iglicy w latach 1971, 1973, 1975, 1976, 1978 i 1996. Odznaczona m.in. Srebrnym Krzyżem Zasługi (1973) i Krzyżem Kawalerskim Orderu Odrodzenia Polski (1981).

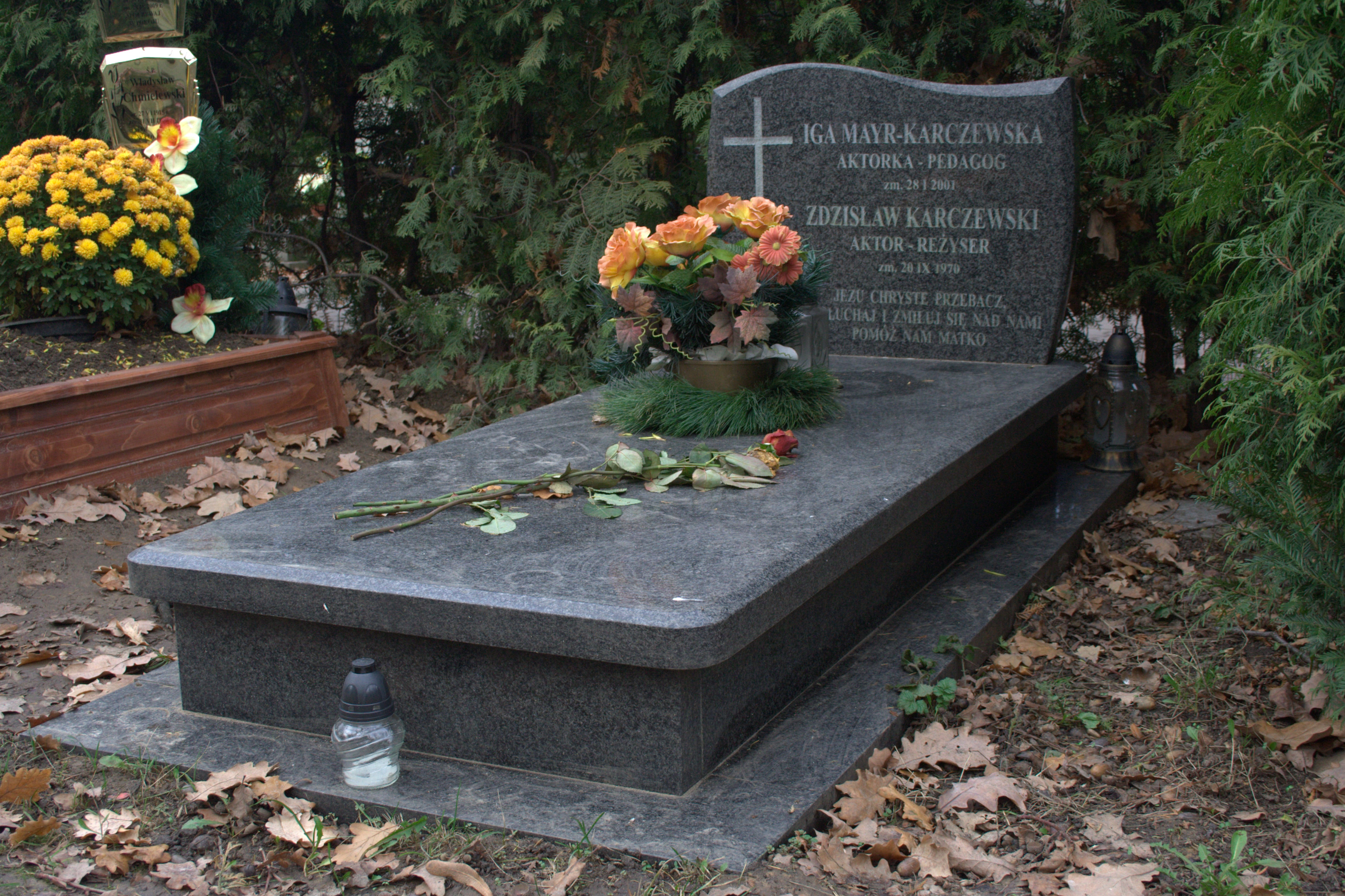
Grób Igi Mayr i jej męża na Cmentarzu Osobowickim we Wrocławiu

## Wybrana filmografia
- 1968: Człowiek z M-3 – Piechocka
- 1968: Ostatni po bogu – pielęgniarka Krysia
- 1971: Kardiogram – pielęgniarka
- 1971: Zaraza – doktor Konopacka
- 1972: Diabeł – matka Jakuba
- 1974: Gniazdo – wiedźma
- 1974: To ja zabiłem – sędzia
- 1975: Grzech Antoniego Grudy – mieszkanka Krępiszowa
- 1978: Bez znieczulenia – Anna Łukasik
- 1979: Śnić we śnie – Irena
- 1986: Tango z kaszlem – sprzedawczyni
- 1993: Taranthriller – staruszka, właścicielka domu
- 1994: Żabi skok – Wiedźma
- 1999: Trędowata – księżna Podhorecka